# پالایو فالیرو
پالایو فالیرو یک منطقهٔ ساحلی مرفه‌نشین در جنوب شهر آتن، پایتخت یونان است. این منطقه دارای جمعیتی بالغ بر ۶۷٬۰۰۱  نفر می‌باشد.
خط ۳ تراموای آتن (en) از این منطقه عبور می‌کند.

## محلات
- کوپساهیلا

کوپساهیلا اولین توپخانه یونانی بود که در سال 1821 برای مقابله با عثمانی ها شکل گرفت. احداث این توپخانه آغازگر انقلاب یونانیان شد .
محله کوپساهیلا در پالئو فاليرو یکی از مناطق سرسبز و زیبای این ناحیه است که جذابیت‌های بسیاری برای ساکنین و بازدیدکنندگان دارد. این محله به دلیل وجود رودخانه و فضای سبز، محیطی دلنشین و آرامش‌بخش ایجاد کرده و برای قدم زدن یا گذراندن زمان در طبیعت بسیار مناسب است.
دسترسی عالی به خط ترم و نزدیکی به ساحل از دیگر ویژگی‌های مثبت این محله است که به ساکنین و گردشگران امکان رفت و آمد راحت به سایر نقاط آتن را می‌دهد. کوپساهیلا نه تنها محیطی طبیعی و خوش آب و هوا دارد، بلکه دسترسی به امکانات شهری و ساحلی هم بسیار آسان است و به همین دلیل برای زندگی یا بازدید گزینه بسیار مطلوبی محسوب می‌شود.
- آگیا واروارا
- پیکرودفنی
- آمفیتئا
- باتیس
- ادم (Edem)
- پاناگیستا
- فلوسیویس
- پالمیرا